# Marcel Thiry

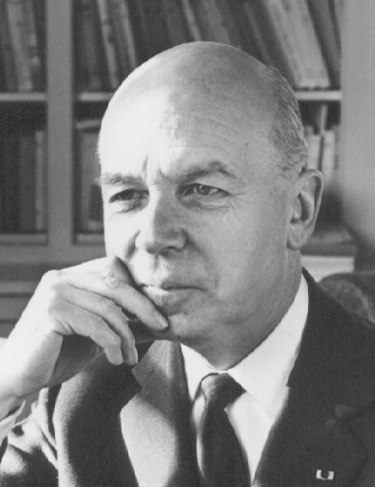
Marcel Thiry

Marcel Thiry (Charleroi, 13 maart 1897 - Vaux-sous-Chèvremont, 5 september 1977) was een Belgisch Franstalig schrijver en Waals militant.

## Levensloop
Tijdens de Eerste Wereldoorlog was Marcel Thiry lid van het Korps Autos-Canons-Mitrailleuses dat in Rusland vocht tegen de legers van het Duitse Keizerrijk en Oostenrijk-Hongarije.
Zijn bekende vers Toi qui pâlis au nom de Vancouver is de titel van zijn meest bekende gedichtenbundel. Hij schreef ook La Mer de la Tranquillité (1938), Nouvelles du grand possible (1960) en Nondum jam non (1966). In 1939 werd Thiry verkozen tot lid van de Académie royale de langue et de littérature françaises de Belgique.
Tot bij zijn overlijden, was hij militant voor het Rassemblement Wallon. Hij trad toe tot de partij en zetelde voor het RW van 1968 tot 1974 voor het arrondissement Luik in de Belgische Senaat. Hierdoor zetelde hij van 1971 tot 1974 ook in de Cultuurraad voor de Franse Cultuurgemeenschap, waarvan hij van 1972 tot 1974 de ondervoorzitter was. Van 1972 tot 1974 zetelde hij tevens in het Europees Parlement.
Zijn Waals militantisme  ontstond tussen de twee wereldoorlogen  als reactie op de neutraliteitspolitiek  onder  Leopold III. Hij schreef eveneens verschillende artikelen in L'Action wallonne.
Hij was de vader van virologe Lise Thiry, die van 1985 tot 1987 als gecoöpteerd senator voor de PS in de Belgische Senaat zetelde.